# Suore di carità, figlie di Maria e Giuseppe
Le Suore di Carità, Figlie di Maria e Giuseppe (in neerlandese Zusters van de Choorstraat, Dochters van Maria en Joseph), sono un istituto religioso femminile di diritto pontificio.

## Storia
Le origini della congregazione risalgono alla comunità di pie donne dedite all'apostolato riunite il 7 luglio 1820 in una casa aperta a 's-Hertogenbosch dal sacerdote Jacobus Antonius Heeren insieme con Anna Catharina van Hees. A causa delle leggi civili contrarie alla vita religiosa, le suore non poterono emettere i voti fino al 1835.
Ne 1820 fu inaugurato un ospizio per anziane nella Choorstraat, dove fu stabilita anche la casa-madre della congregazione, e dal nome di quella strada le religiose presero a essere chiamate "suore della Choorstraat".
La Santa Sede approvò le regole dell'istituto nel 1850.

## Attività e diffusione
Le suore si dedicano al servizio al prossimo mediante opere assistenziali ed educative.
Oltre che nei Paesi Bassi, sono presenti in Indonesia; la sede generalizia è a 's-Hertogenbosch.
Alla fine del 2015 l'istituto contava 99 religiose in 11 case.